# فايمار الكلاسيكية

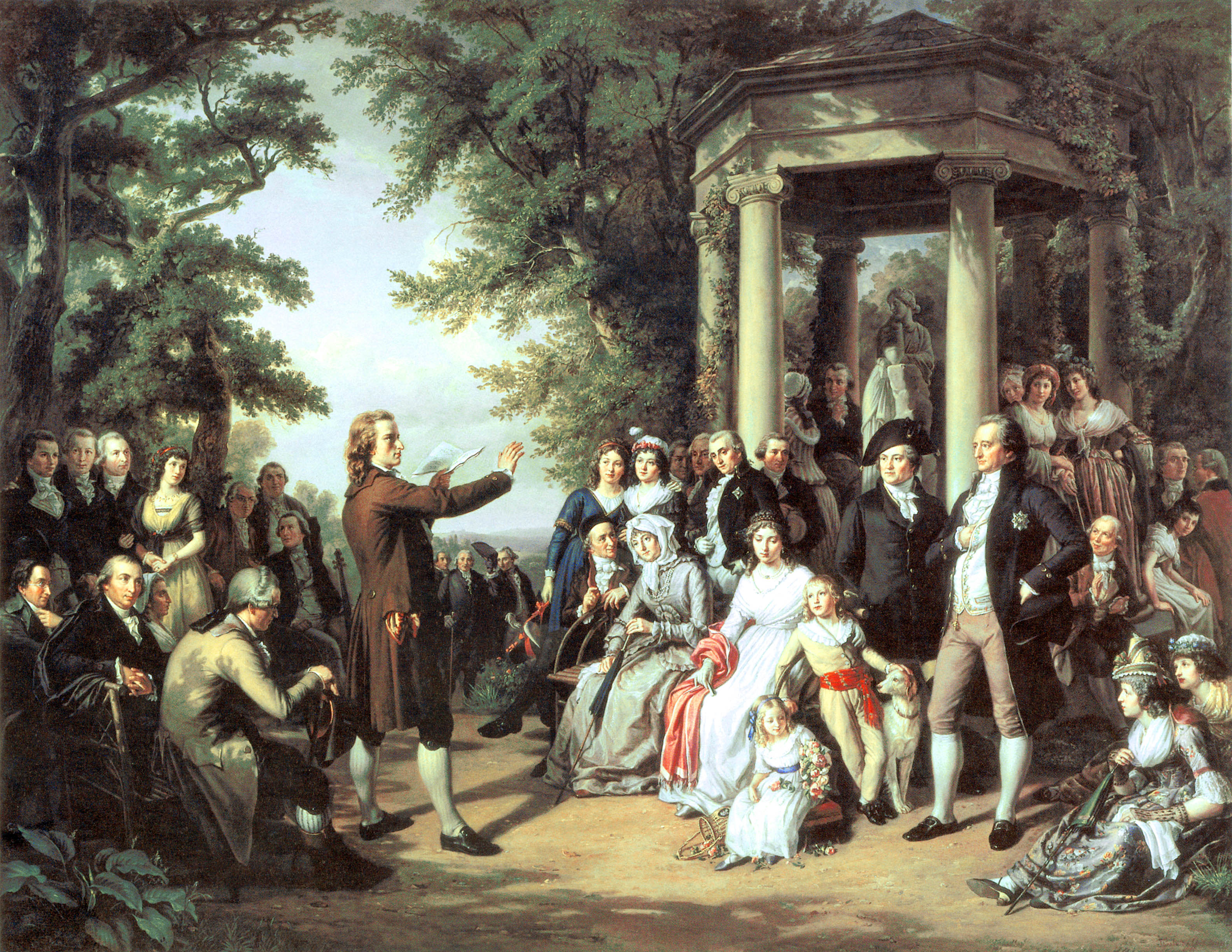
فايمار كورتيارد أوف ذا ميوزس (1860) من تأليف ثيوبالد فريهر فون أوير.

فايمار الكلاسيكية ( (بالألمانية: Weimarer Klassik)‏ كانت حركة أدبية وثقافية ألمانية، أسس ممارسوها إنسانية جديدة من توليف الأفكار من الرومانسية والكلاسيكية وعصر التنوير. كان من المفترض أن سميت باسم مدينة فايمار، ألمانيا، لأن كبار مؤلفي فايمار الكلاسيكية عاشوا هناك. [بحاجة لمصدر]
استمرت حركة فايمار كلاسيك ثلاث وثلاثين عامًا، من 1772 إلى 1805، وشارك فيها مثقفون مثل يوهان فولفغانغ فون غوته ويوهان جوتفريد هيردر وفريدريش شيلر وكريستوف مارتن فيلاند. وبعد ذلك تم التركيز على جوته وشيلر خلال الفترة 1788-1805.